# Kineski zid
 Ovo je glavno značenje pojma Kineski zid. Za druga značenja pogledajte Kineski zid (razdvojba).
Kineski zid (kin. 万里长城/萬裡長城, Wànlĭ Chángchéng "zid dug 10.000 lia", ali i kin. 中国长城/中國長城 Zhōngguó Chángchéng "dugi kineski zid") predstavlja skupinu obrambenih zidova s tornjevima, u sjevernoj Kini. Svi zidovi zajedno dugački su 21.196 km, (glavni dio 2450 km) što ih obujmom i masom čini najvećom građevinom na svijetu. Zid se sastoji od više međusobno povezanih ili nepovezanih dijelova različite starosti i načina gradnje.
Zid je, vjerojatno, prvobitno bio još duži. Danas se pretpostavlja da je sezao do pustinje Lop Nor, oko 500 km dalje na zapad od danas najzapadnije poznate točke zida. To, međutim, još nije pouzdano potvrđeno.
Jedan od kineskih naziva, "zid dug 10.000 lia", ne treba shvatiti doslovno. Li je stara kineska mjera za dužinu od oko 575,5 m, pa bi prema tome zid trebao biti dug 5.755 km. Međutim, u kineskom jeziku broj 10.000 znači beskrajno, beskonačno, pa prema tome, taj naziv bi, zapravo, značio otprilike "nezamislivo dugi zid".
Kineski je zid 1987. godine upisan na UNESCO-ov popis svjetske baštine u Aziji i Oceaniji, a 2007. je izabran među sedam novih svjetskih čuda.

## Povijest
Prva granična utvrđenja koja podsjećaju na zid nastala su vjerojatno u drugoj polovini 5. stoljeća pr. Kr., u razdoblju ratovanja između zaraćenih carstava, a zbog zaštite jednih od drugih. Ovi pojedinačni odjeljci zidova rađeni su od obrađene gline koju su zbog veće izdržljivosti miješali sa slamom. U doba prvog kineskog cara 300 000 vojnika i 500 000 seljaka osuđeno je na prisilni rad na izgradnji Velikog kineskog zida, a u kasnijim razdobljima oko 1 800 000 seljaka povremeno je radilo uz teške kažnjenike. Stotine tisuća nisu preživjeli, a mnogi su leševi zazidani u Zid.
Godine 214. pr. Kr. prema naredbi prvog cara ujedinjene Kine, Čin Ši Huangdija, nakon ekspanzije preko Žute rijeke, počinje gradnja zaštitnih zidova za obranu od naroda sa sjevera. Gradnja zida započela je na sjevernoj granici carstva s oko 300.000 radnika i nepoznatim brojem političkih zatvorenika. Za razliku od ostataka ranije postojećih zidova, ovaj nije građen u dolinama, nego na sjevernoj strani neposredno ispod linije grebena bregova kojima je prolazio. Zbog nedostatka gline, građen je slaganjem ploča prirodnog kamena.
Od tada, zid je bio neprekidno dograđivan i prerađivan, a danas poznati oblik dobio je u vrijeme dinastije Ming, kada je bila zadnja velika faza gradnje. God. 1493. počela je gradnja Ming zida, radi zaštite od Mongola ali i zbog bolje kontrole trgovine, i nastavljena različitim intenzitetom sve do 17. stoljeća. Putanja zida slijedi linije brdskih grebena, što je naročito zahtjevna i skupa gradnja.
Kineski zid je postao simbolom nacionalnog jedinstva te najveća kineska turistička atrakcija. Od 1970. godine otvoren je i za turističke obilaske te ga posjeti oko 10 milijuna turista godišnje. Najčešće se posjećuju dijelovi Zida oko Pekinga. Budući da je Zid stariji od 2.000 godina neki dijelovi su ruševni ili nestali, stoga, vlasti su donijele zakon koji zabranjuje vađenje cigli, kamenja i gradnju kuća u blizini kako bi što bolje očuvali Zid jer predstavlja jednu od najnevjerojatnijih građevina koje je sagradio čovjek.

## Odlike
Za izgradnju zida uglavnom je korišten kamen, a vezivni materijal rađen je od vapna i ljepljive riže. Udaljenost promatračkih kula, koje su integrirane u zid, od kojih je većina visoka 12,2 m, nije bila duža od dvostrukog dometa strijele, tako da ni jedan dio zida nije ostao neobranjen. U svakoj od oko 25.000 kula mogla se smjestiti manja vojna postrojba koja je mogla biti opremljena zalihama dovoljnim da se izdrži četveromjesečna opsada, a oko 15.000 signalnih tornjeva osiguravali su vezu s glavnim gradom.
Zid se zapravo sastoji od dva zida (vanjski i unutrašnji), s ispunom od drugih materijala, (zemlja, pijesak, glina kao i razni otpaci, ali i tijela poginulih radnika). Prosječna visina mu je oko 16 m, a širina od 5 do 8 m.
- Kineski zid kod Jinshanlinga
- Kineski zid kod Mutianyua, kod Pekinga
- Kineski zid kod Badalinga
- Kineski zid kod Simataia
- Kineski zid kod Jiayuguana

## Vanjske poveznice
- Kineski zid na putovnica.net
- Društvo "Veliki kineski zid"  Arhivirana inačica izvorne stranice od 31. siječnja 2010. (Wayback Machine) (kin.)
- Međunarodni prijatelji Velikog zida  Arhivirana inačica izvorne stranice od 17. veljače 2009. (Wayback Machine) - organizacija za zaštitu Zida (engl.)